# Jacob George Hieronymus van Tets van Goudriaan

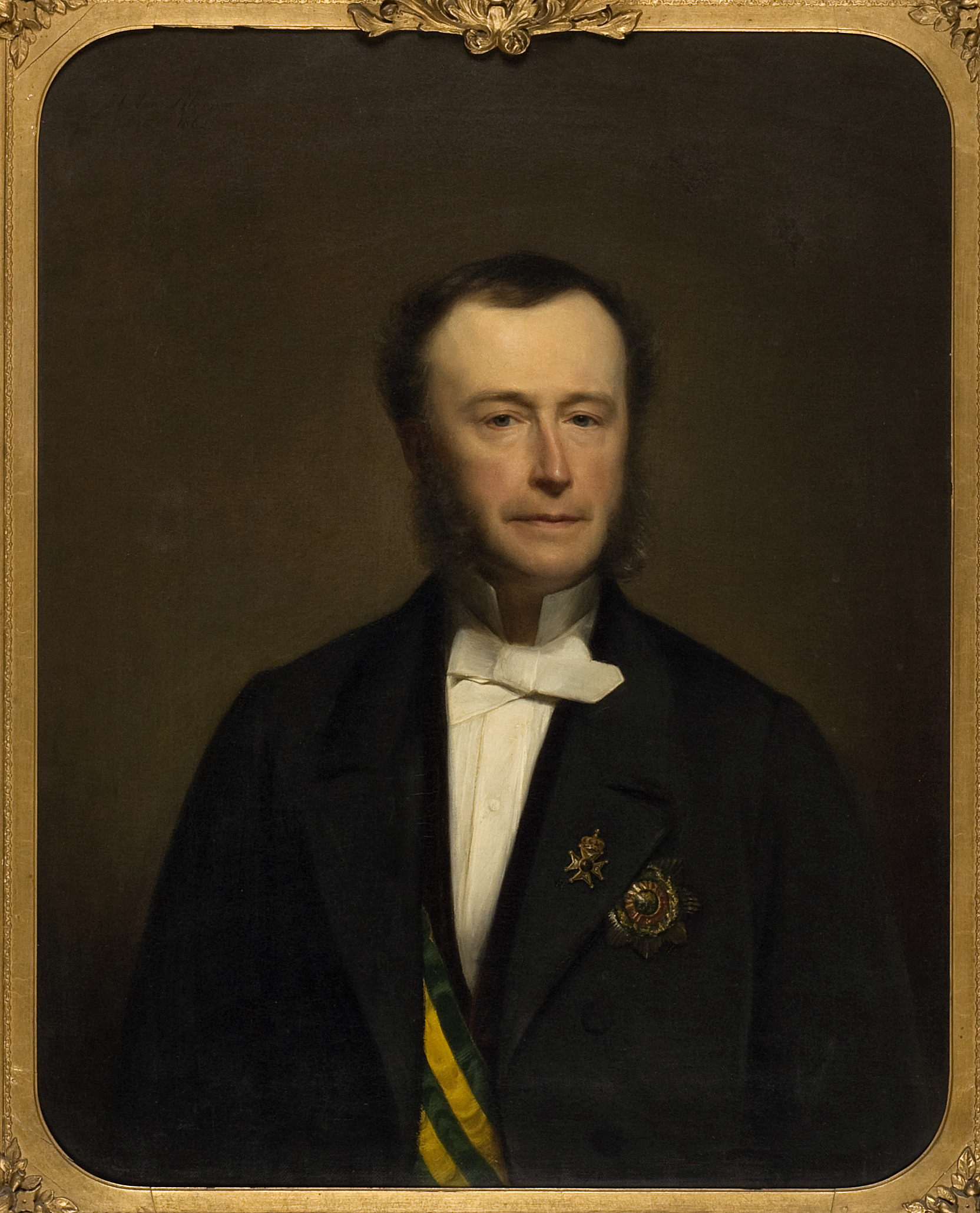
Jacob George Hieronymus van Tets (Herman Antonie de Bloeme, (1862))

Jhr. Mr. Jacob George Hieronymus van Tets van Goudriaan (Haarlem, 7 december 1812 - Nijmegen, 14 maart 1885) was een telg uit een Noord-Hollands regentengeslacht. Hij was als ambtenaar medewerker van Thorbecke en door hem in 1852 tot Commissaris des Konings in Zeeland benoemd. Nadien werd hij minister van Binnenlandse Zaken in het kabinet-Rochussen en minister van Financiën in het kabinet-Van Zuylen van Nijevelt-Van Heemstra. Van Tets van Goudriaan wist wel een wet over het gebruik van spoorwegen tot stand te brengen, maar zag zijn wetsvoorstel over de spoorwegaanleg stranden in de Eerste Kamer. Als minister van Financiën werd hij bekritiseerd vanwege de oplopende tekorten.